# 惠靈耶穌會大學
惠靈耶穌會大學（Wheeling Jesuit University）或譯威林耶穌會大學是位於美國西弗吉尼亞州惠靈的一所私立天主教大學。

## 历史
由耶穌會正式成立於1954年，但1955年秋才開學。 1996年7月升格為大學， 2015年《美國新聞與世界報道》在“南部地區大學”排名中將其列在第11位。

## 外部連結
- 官方網站
- 官方體育網站